# Evelin Ilves
Evelin Ilves de domo Int (ur. 20 kwietnia 1968 w Tallinnie) – estońska polityczka i działaczka społeczna, druga żona prezydenta Estonii Toomasa Hendrika Ilvesa. Pierwsza dama Estonii od 2006 do 30 kwietnia 2015 (rozwód). Członkini Estońskiej Partii Zielonych.

## Życiorys
Ilves urodziła się i dorastała w Tallinie, ukończyła Saku Gümnaasium w 1986. W 1993 roku uzyskała tytuł bachelor's advance w dziedzinie medycyny na Uniwersytecie w Tartu. Jest członkiem estońskiej organizacji-korporacji kobiecej Filiae Patriae.

## Kariera
W swoim życiu zawodowym Ilves zajmowała się reklamą i public relations; była dyrektorem do spraw marketingu gazety Eesti Päevaleht od 1996 do 2001 roku. W latach 2001–2002 pracowała dla Enterprise Estonia, kierując projektem Brand Estonia, w ramach którego opracowano powszechnie używane hasło i logo Welcome to Estonia. W 2005 roku rozpoczęła biznesowy projekt budowy pensjonatu Ärma. Ziemia na której miał powstać budynek od XVIII wieku należała do przodków Toomasa Hendrika Ilvesa. Od 2006 do 30 kwietnia 2015 była pierwszą damą Estonii. Jako pierwsza dama Ilves była orędowniczką wielu inicjatyw wspierających dzieci, oraz zdrowie i rozwój kobiet. Brała udział w wielu zagranicznych wizytach państwowych, między innymi w Hiszpanii, Stanach Zjednoczonych, Brukseli, Kopenhadze i Japonii. Prezes Estońskiej Federacji Wrotkarskiej (2008–2014). Kandydowała do Parlamentu Europejskiego.

## Życie osobiste
W 2004 roku poślubiła Toomasa Hendrika Ilvesa. Mają jedną córkę, Kadri Keiu (ur. 2003). Wcześniej była żoną Karli Lambota. 22 sierpnia 2014 roku w estońskich mediach pojawiło się nagranie przedstawiające Ilves całującą się z młodszym mężczyzną w jednej z kawiarni w Tallinie. Ilves odpowiedziała później na te zarzuty na swoim profilu facebookowym, prosząc o przebaczenie tych, których skrzywdziła. Dwa dni później doniesiono, że Ilves wyjechała wraz z córką z Estonii do Niemiec. Evelin i Toomas Hendrik Ilves rozwiedli się w dniu 30 kwietnia 2015.

## Odznaczenia i wyróżnienia
Na podstawie – zestawienie ułożone alfabetycznie według nazw państw:
- Belgia: Krzyż Wielki Orderu Korony
- Finlandia: Krzyż Wielki Orderu Białej Róży Finlandii
- Hiszpania: Krzyż Wielki Orderu Izabeli Katolickiej
- Holandia: Krzyż Wielki Orderu Korony
- Litwa: Krzyż Wielki Orderu Witolda Wielkiego
- Łotwa: Krzyż Wielki Orderu Trzech Gwiazd
- Łotwa: Krzyż Uznania I klasy
- Malta: Order Xirka Ġieħ ir-Repubblika
- Niemcy: Krzyż Wielki Orderu Zasługi Republiki Federalnej Niemiec
- Polska: Krzyż Wielki Orderu Zasługi Rzeczypospolitej Polskiej (2014)[36]
- Rumunia: Krzyż Wielki Orderu Gwiazdy Rumunii (2011)[37]
- Szwecja: Krzyż Wielki Orderu Gwiazdy Polarnej